# Broute
Production
Diffusion
Broute (également typographié Broute.) est une shortcom créée en 2018 et jouée principalement par Bertrand Usclat, qui parodie le media d'actualité Brut en proposant une vision humoristique, parfois décalée et souvent impliquée de l’actualité nationale et internationale
Arrêtée en 2022 après trois saisons, elle reprend à partir du 29 avril 2024 et est par ailleurs déclinée en épisodes d'une vingtaine de minutes, sous le titre Broute 24.

## Réalisation et distribution
Ce format court (environ 2 minutes) reprend les thématiques de Brut, tels que des vidéos courtes (deux minutes environ), le format carré ou les sous-titres. Il propose une vision humoristique, décalée et parfois engagée de phénomènes d'actualité,,,,,.
Les épisodes sont écrits en collaboration avec Guillaume Cremonese, membre lui aussi de Yes vous aime, et sont réalisés par ce dernier
La série regroupe plusieurs personnes qui apparaissent régulièrement à l’écran comme Pauline Clément, Johann Cuny ou encore Moustafa Benaibout, tous issus du groupe d’humoristes français Yes vous aime. Les épisodes de cette série sont écrits et réalisé en collaboration avec Guillaume Cremonese,,,.

## Diffusion

### Première diffusion
Broute est diffusée à partie de 2018 sur YouTube et les réseaux sociaux, et à partir de 2019 sur Canal+ dans l'émission Clique. . La fin de la série est actée dans une vidéo publiée le 24 juin 2022.
En décembre 2021, Bertrand Usclat annonce que Broute va connaître une pause, d'une durée non déterminée. La série repart finalement début 2022, mais s'achève réellement en juin 2022.

### Reprise
La série est de nouveau diffusée sur Canal+ à partir du 29 avril 2024. Elle reprend le même casting ainsi que les mêmes auteurs des saisons précédentes. Les épisodes reprennent le même format.
Une nouvelle émission, plus longue, est par ailleurs créée : Broute 24. Les épisodes, au nombre de 8, sont plus longs (20 minutes) et délaissent le format carré habituel,,,.